# Dąbek (gmina Czerwin)
Dąbek – wieś sołecka w Polsce położona w województwie mazowieckim, w powiecie ostrołęckim, w gminie Czerwin.
W latach 1975–1998 miejscowość należała administracyjnie do województwa ostrołęckiego.
Wierni Kościoła rzymskokatolickiego należą do parafii Trójcy Przenajświętszej w Czerwinie.